# San Francisco Magú
San Francisco Magú är en ort i Mexiko, tillhörande kommunen Nicolás Romero i delstaten Mexiko. San Francisco Magú ligger i den centrala delen av landet och tillhör Mexico Citys storstadsområde. Orten hade 4 962 invånare vid folkmätningen 2010.